# Спортивно-концертный комплекс имени Карена Демирчяна
Спортивно-концертный комплекс имени Карена Демирчяна (арм. Կարեն Դեմիրճյանի անվան մարզահամերգային համալիր), известный также как «Демирчян Арена», «Спортивно-музыкальный комплекс» или «Амалир», —  один из самых крупных спортивно-концертных комплексов в Ереване (Армения). Он расположен в западной части Еревана на холме Цицернакаберд, недалеко от ущелья реки Раздан. Имеет два больших зала — концертный и спортивный.

## История
Комплекс был открыт в 1983 году, но из-за крупного пожара, произошедшего через полтора года, был закрыт вплоть до окончания реконструкции в конце 1987 года. Комплекс был спроектирован группой армянских архитекторов: А. Тарханяном, С. Хачикяном, Г. Погосяном и Г. Мушегяном. Строительство велось под руководством И. Цатуряна, А. Азизяна и М. Агароняна.
В 1999 году, вскоре после теракта в парламенте Армении, в результате которого погиб спикер Карен Демирчян, комплекс был назван его именем, за его вклад в строительство и реконструкцию комплекса в советское время.
9 октября 2005 года комплекс был продан за 5,7 млн долларов. Контракт был подписан между правительством Армении и российской холдинговой компанией БАМО. Мурад Мурадян, армянин из Москвы, глава холдинга БАМО, попытался заручиться поддержкой ереванцев, сомневавшихся в приватизации здания. Президент Армении Роберт Кочарян выдвинул два условия: название комплекса не должно быть изменено, и он должен сохранить свое функциональное значение. Организация согласилась на эти условия, и на ближайшие 3 года было предусмотрено обязательство инвестировать около 10 миллионов долларов. Новая реконструкция заняла почти три года и стоила около 42 миллионов долларов, превратив комплекс в современную спортивную и концертную арену высокого уровня.
31 октября 2008 года, ровно через 25 лет после первой инаугурации, состоялась вторая церемония открытия Спортивно-концертного комплекса имени Карена Демирчяна, в которой приняли участие президент Серж Саргсян, католикос Гарегин II, сын Карена Демирчяна Степан Демирчян и вдова Рима, и огромная толпа ереванцев. В церемонию вошли популярные концерты и шоу на коньках. Неожиданным гостем и исполнителем дня стал легенда российского фигурного катания Евгений Плющенко.
В августе 2014 года в связи с накопившимися долгами собственников, Правительство Армении передало комплекс в собственность Министерству обороны.
В августе 2015 года правительство Армении приняло решение продать комплекс ООО «НТАА Инвестмент Груп», которое планировало потратить 4 года на превращение комплекса в «центр для семейного отдыха», который будет включать в себя «гостиницы, крытый аквапарк, концертные залы, конференц-залы, рестораны, магазины и казино».

## Мероприятия
В 1990 году здесь состоялся концерт группы Иэна Гиллана, а в 1996 году была проведена 32-я шахматная олимпиада.
С 2004 года в СКК им. К.Демирчяна  ежегодно в сентябре проводится крупнейший в регионе универсальный торгово-промышленный выставочный форум Armenia EXPO.
3 декабря 2011 в нём прошёл детский конкурс «Евровидения 2011».
В 2022 году в нём прошёл конкурс Детское Евровидение — 2022
С 2023 году в нём прошла русскоязычная премьера мюзикла «Сансет бульвар». Постановка Антона Музыкантского, в главной роли Тамара Гвердцители. Постановка была представлена продюсерской компании SkyFist Studio по специальному соглашению с театральной компанией Эндрю Ллойда Уэббера Really Useful Group Ltd.
С 3 по 5 мая 2024 года в СКК прошли игры Финала четырёх Лиги чемпионов УЕФА по мини-футболу сезона 2023/24.

## Галерея

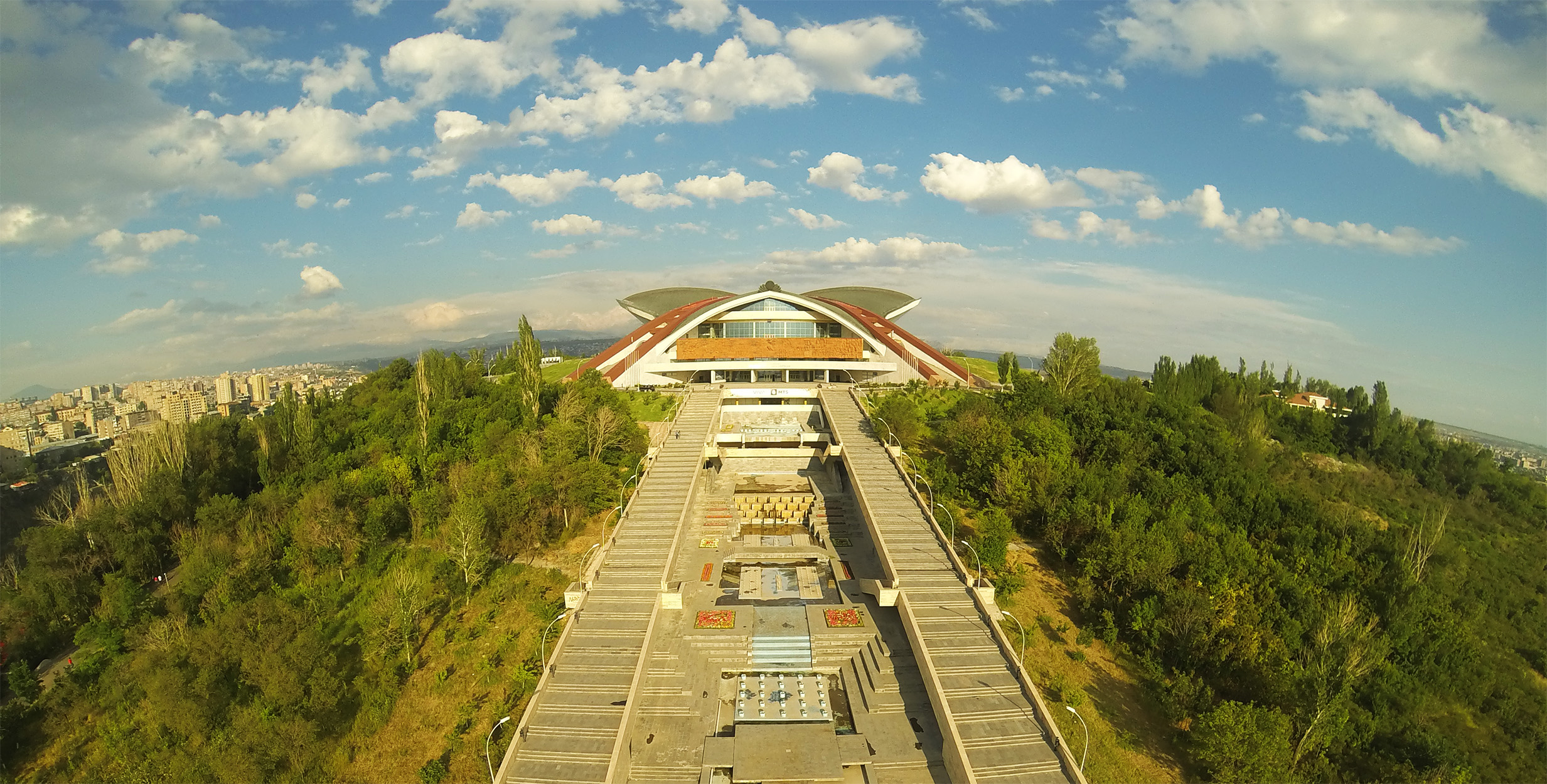
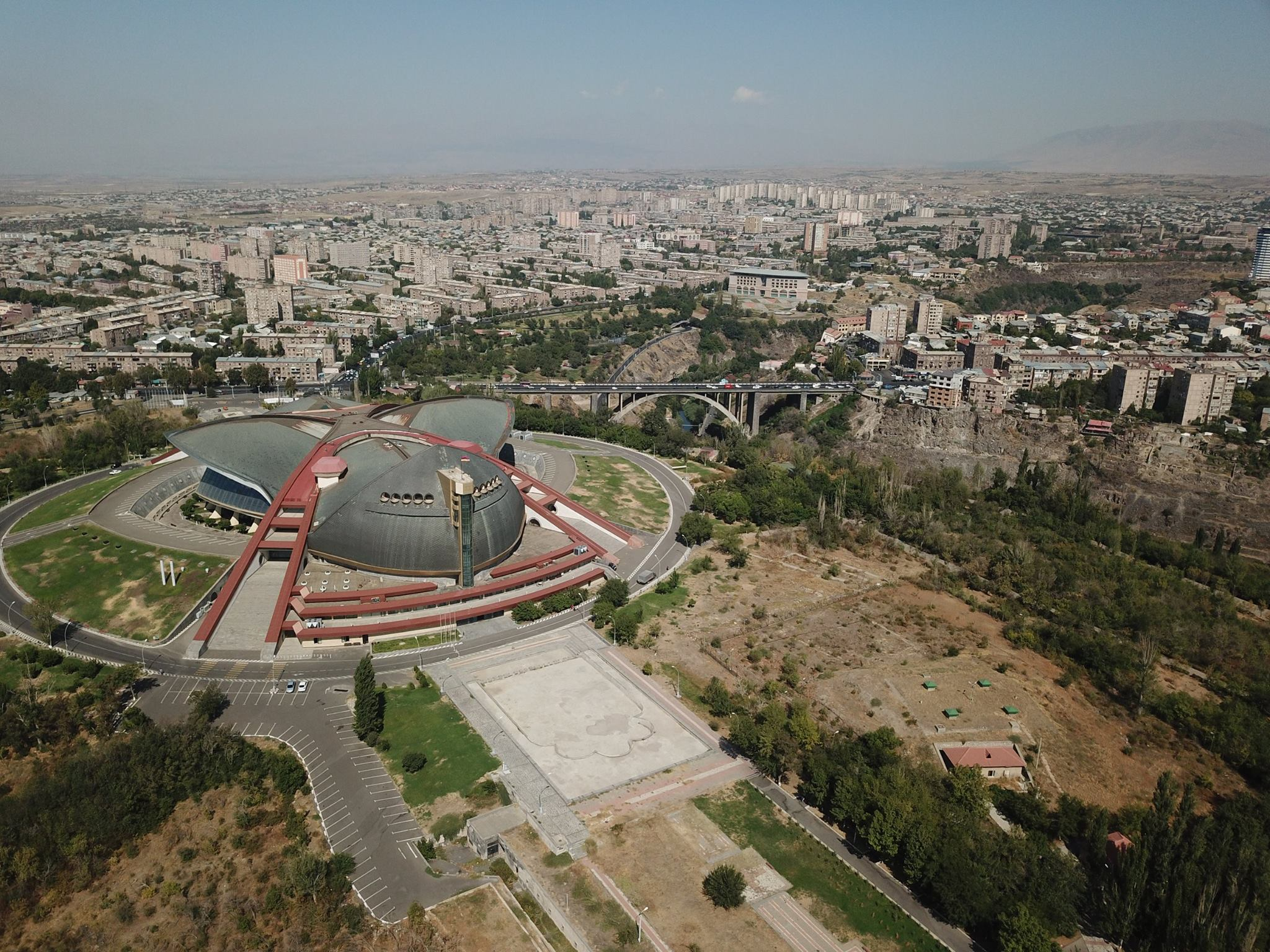
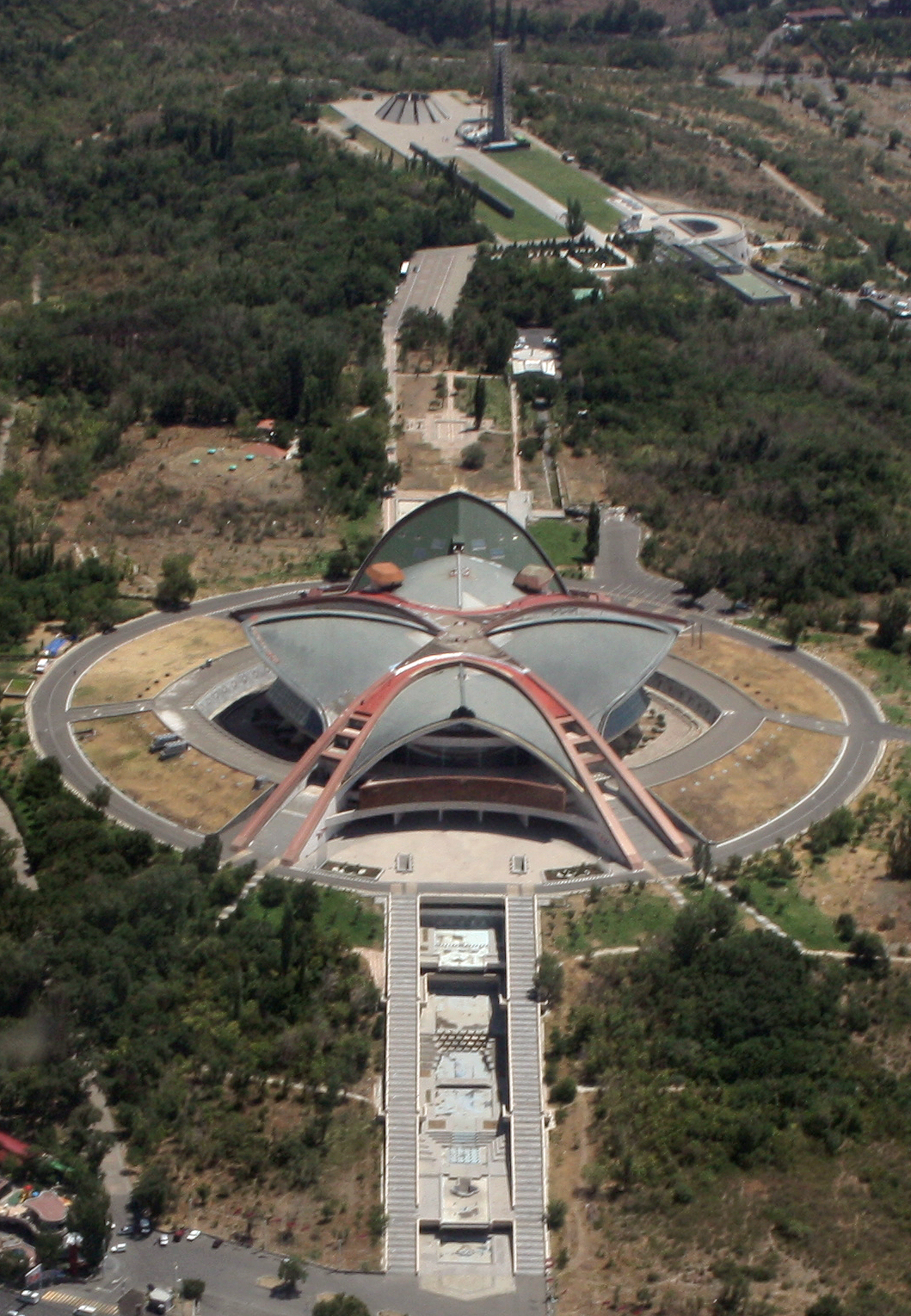
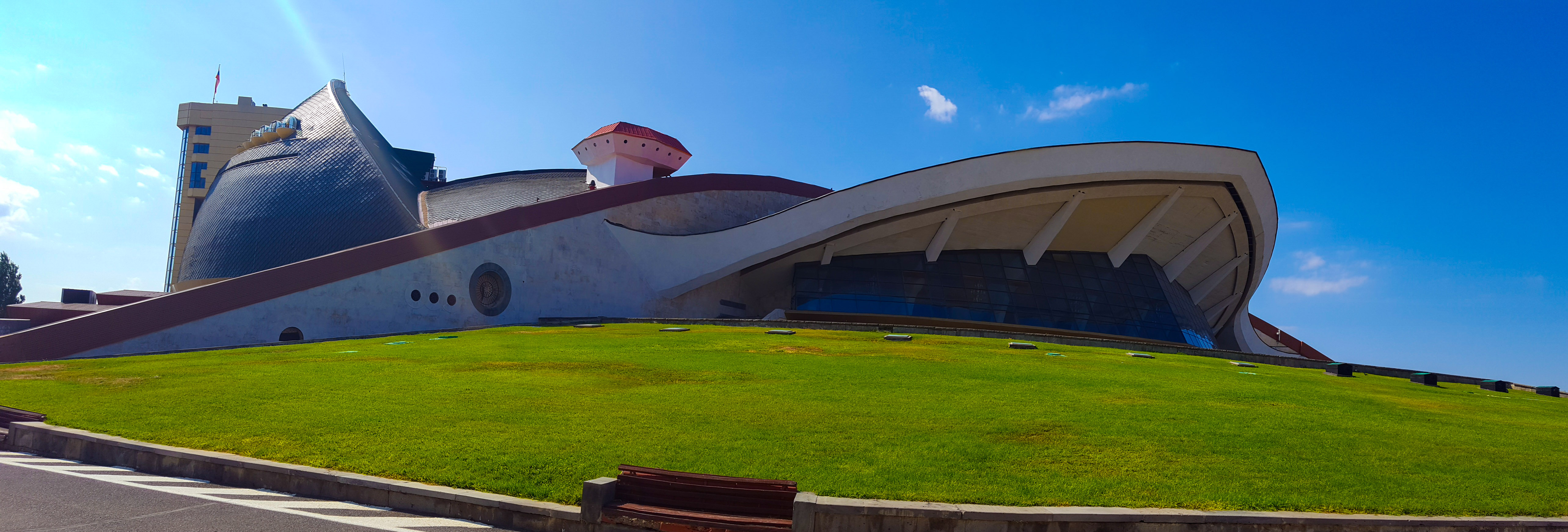
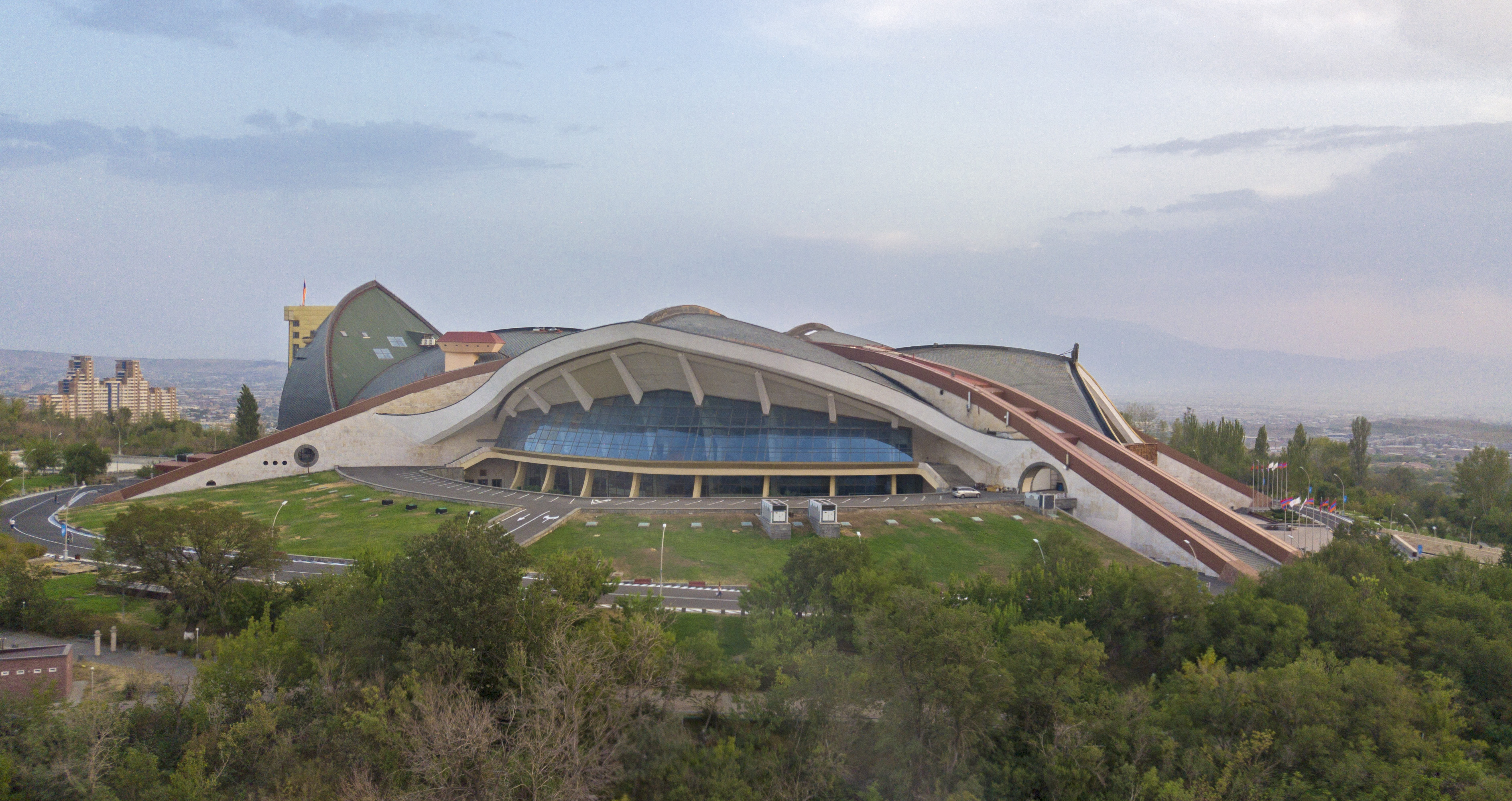
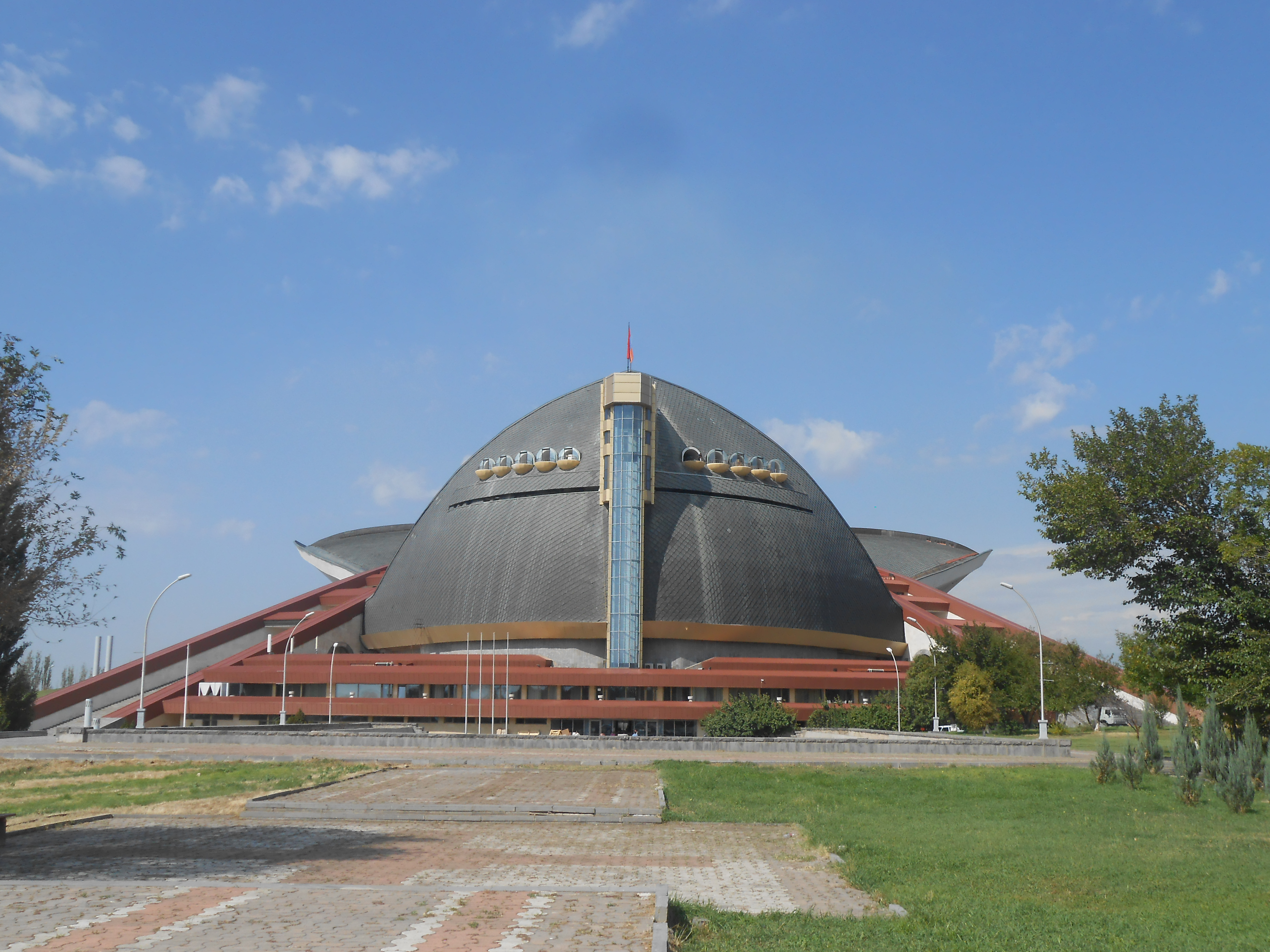
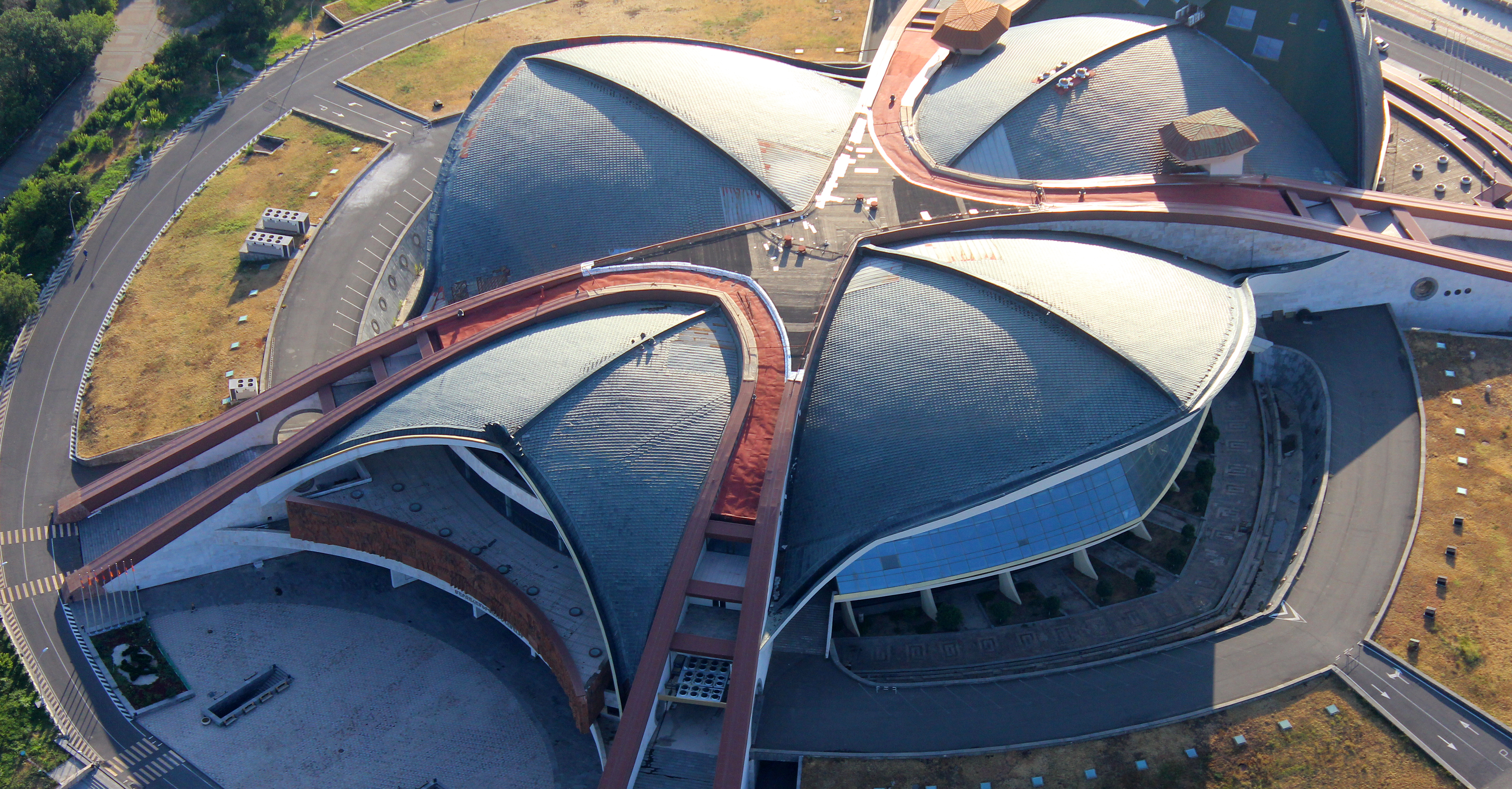
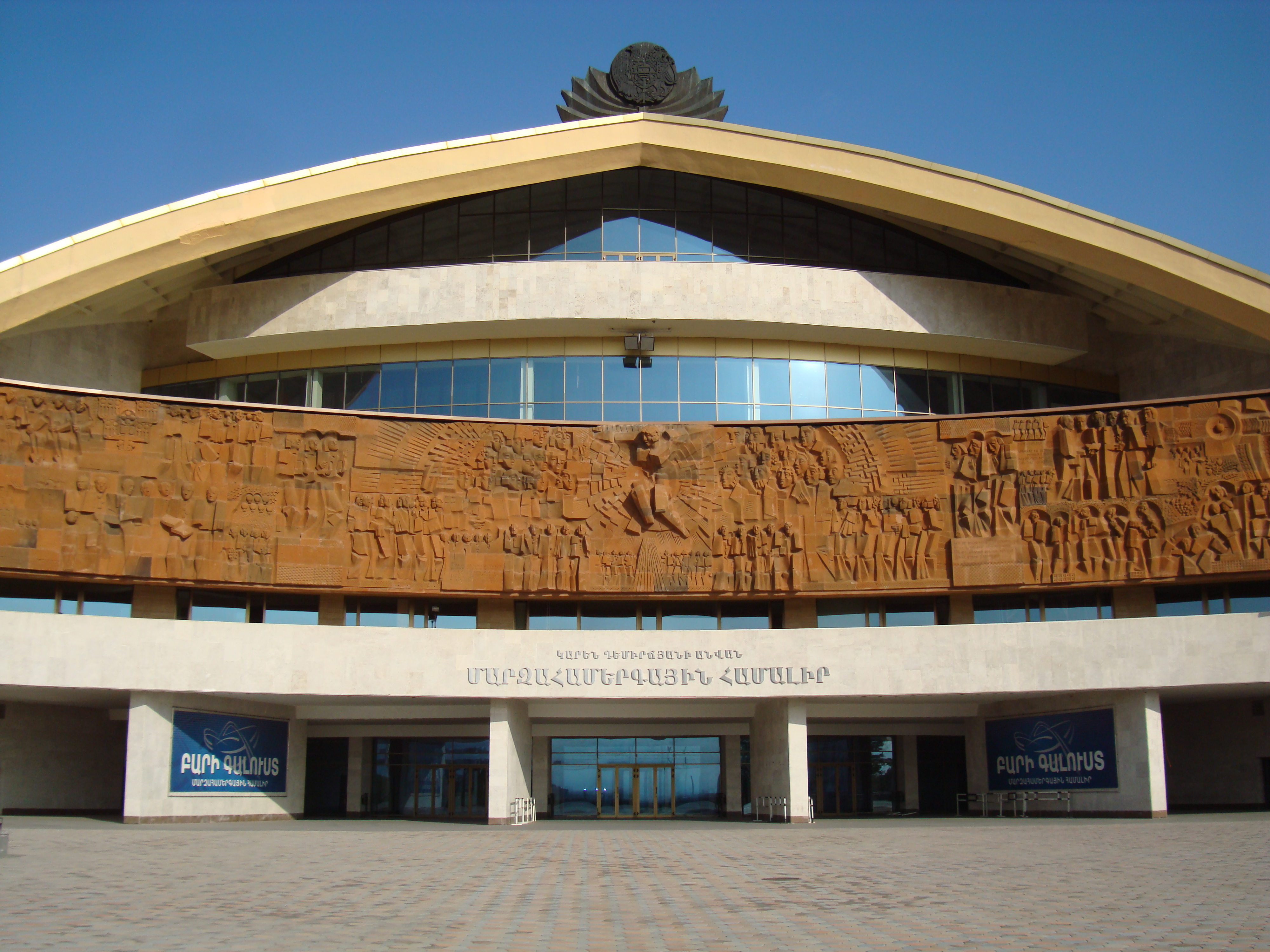